# Чурилов, Алексей Викторович
Алексе́й Ви́кторович Чури́лов (20 июня 1972, пос. Подюга, Коношский район, Архангельская область, РСФСР, СССР — 7 декабря 2001, Москва, Россия) — член ЛДПР, депутат Государственной Думы Федерального Собрания РФ второго созыва (1995—1999).

## Биография
Родился в семье учителей. В 1989 году поступил на философский факультет Ленинградского университета, который окончил с отличием. До окончания университета вступил в ЛДПР. Работал секретарём фракции ЛДПР, заместителем председателя Комитета по вопросам местного самоуправления; был помощником депутата Государственной Думы первого созыва. В 1992 году со своим соратником по партии Д. В. Гусаковым на собственные средства выпустил в Коношской типографии первую газету ЛДПР, где опубликовал свой проект партийной программы. Проект был одобрен и утверждён съездом партии, его авторы были избраны в ЦК ЛДПР. С 1993 по 1995 год работал помощником, затем политическим советником лидера ЛДПР в Государственной Думе России. В конце 1995 года по общефедеральному списку партии избран депутатом Государственной Думы. В ГД совмещал должности заместителя Председателя Комитета по вопросам местного самоуправления и секретаря фракции ЛДПР. В 2000 году возглавил Центральный аппарат партии и аппарат ЛДПР в Государственной Думе.

## Гибель
24 октября 2001 года попал в автомобильную аварию. Умер 7 декабря 2001 года. Похоронен 12 декабря 2001 года в посёлке Подюга.